# Zvířata nejíme
Zvířata nejíme je český spolek, jehož cílem je ukončení zneužívání zvířat člověkem. Svou činností usiluje o to, aby si lidé byli více vědomi zbytečného utrpení zvířat, degradovaných na zboží.
Alternativu vidí členové spolku ve veganském způsobu života, který považují za nejen zdravý, ale také etický a ekologický.

## Projekt MLÉK.O.
V říjnu 2024 spolek spustil projekt MLÉK.O. – Konec lží o mléku, jehož cílem je rozbít mylnou představu o šťastných kravách pasoucích se na loukách. Spolek zveřejnil záběry z chovů, které dodávají mléko do největší české mlékárny Madeta a Mlékárna Kunín. Na záběrech je vidět brutální zacházení s kravami i telaty, bití elektrickým pohaněčem, vláčení nemohoucích zvířat na řetězu za traktorem nebo vylévání krvavého mléka. Množství záběrů z různých farem podle spolku dokazuje, že nejde o ojedinělé případy.
Aktivisté společně se spolkem Hlas Zvířat nahlásili několik případů krajským veterinárním správám. Státní veterinární správa uvedla, že po identifikování konkrétních chovů provede neprodleně kontroly. V některých již zjistila porušení zákona.

## Kamery na jatkách
Spolek několikrát upozornil na týrání zvířat na jatkách. Požadoval proto umístění kamer na jatkách, a to nejen v prostorách pro vykládku a přehánění zvířat, ale všech míst, kde se se zvířaty manipuluje. V novele veterinárního zákona bylo povinné umístění kamer schváleno, přísnější verzi se však prosadit nepodařilo.